# Bradypterus
Bradypterus là một chi chim trong họ Locustellidae.

## Các loài
- Bradypterus alfredi Hartlaub, 1890
- Bradypterus baboecala (Vieillot, 1817)
- Bradypterus bangwaensis Delacour, 1943
- Bradypterus barratti Sharpe, 1876
- Bradypterus brunneus (Sharpe, 1877)
- Bradypterus carpalis Chapin, 1916
- Bradypterus cinnamomeus (Rüppell, 1840)
- Bradypterus grandis Ogilvie-Grant, 1917
- Bradypterus graueri Neumann, 1908
- Bradypterus lopezi (Alexander, 1903)
- Bradypterus sylvaticus Sundevall, 1860